# Elver Jonsson
Elver Anders Daniel Jonsson, född 12 november 1936 i Långareds församling i Älvsborgs län, död 2 januari 2021 i Alingsås, var en svensk politiker (folkpartist) och postiljon.
Jonsson var riksdagsledamot 1971–2002, invald i Älvsborgs läns norra valkrets respektive Västra Götalands läns norra valkrets. I riksdagen var han framför allt aktiv i arbetsmarknadsutskottet, som ledamot 1976–2002, ordförande 1978–1982 och som vice ordförande 1985–1998. Han var även suppleant i konstitutionsutskottet, näringsutskottet, socialförsäkringsutskottet, socialutskottet, trafikutskottet, utbildningsutskottet och utrikesutskottet samt ledamot i krigsdelegationen, riksdagens valberedning och delegat till Nordiska rådets parlamentariska församling. Från  2002 till 2006 var han kommunalråd i Alingsås kommun.
1985–1997 var Jonsson ordförande i styrelsen för Svenska Missionsförbundet.
Han tilldelades Illis quorum i 8:e storleken 1996.